# Psechrus annulatus
Espèce
Psechrus annulatus est une espèce d'araignées aranéomorphes de la famille des Psechridae.

## Distribution
Cette espèce est endémique de Java en Indonésie,.

## Publication originale
- Kulczynski, 1908 : Symbola ad faunam Aranearum Javae et Sumatrae cognoscendam. I. Mygalomorphae et Cribellatae. Bulletin International de l'Académie des Sciences de Cracovie. Classe des Sciences Mathématiques et Naturelles, vol. 1908, p. 527-581.